# Polsat SuperHit Festiwal 2017
Polsat SuperHit Festiwal 2017 – trzecia edycja festiwalu Polsat SuperHit. Odbył się w dniach 26–28 maja 2017 roku w Operze Leśnej w Sopocie.

## Dzień 1 (piątek, 26 maja, godz. 20:05)[2]

### Koncert Platynowy
Pierwszego dnia festiwalu wystąpili artyści, których albumy od stycznia 2016 do lutego 2017 pokryły się platyną. Koncert poprowadzili Krzysztof Ibisz, Dariusz Maciborek, Natalia Szroeder, Maciej Dowbor i Maciej Rock. Festiwal był dedykowany zmarłemu 4 dni wcześniej Zbigniewowi Wodeckiemu.
Lista wykonawców koncertu:
- Agnieszka Chylińska – „Królowa łez”, „KCACNL”
- Michał Szpak – „Color of Your Life”, „Jesteś bohaterem”
- Ania Dąbrowska – „Dreszcze”, „W głowie”
- Sylwia Grzeszczak – „Tamta dziewczyna”, „Sen o przyszłości”
- Michał Bajor – „Nie chcę więcej”
- Anna Wyszkoni i Michał Bajor – „Ja kocham, ty kochasz”
- Sarsa – „Naucz mnie”, „Bronię się”
- Dżem – „W życiu piękne są tylko chwile”, „Czerwony jak cegła”
- Piersi – „Bałkanica”, „La Bamba”
- Kortez – „Zostań”, ,,Od dawna już wiem”
- Natalia Nykiel – „Bądź duży”
- Antek Smykiewicz – „Pomimo burz”
- Cleo – „Zabiorę nas”
- Akcent – „Przekorny los”, „Przez twe oczy zielone”.

### Chłopaki nie płaczą. Jubileusz 35-lecia zespołu T.Love
Koncertem kończącym pierwszy dzień festiwalu był jubileusz zespołu T.Love pod przewodnictwem Muńka Staszczyka. Zaśpiewali m.in. takie hity jak: „Wychowanie”, „Warszawa”, „King”, „Stany”, „IV L.O.”, „Bóg”, „1996”, „Chłopaki nie płaczą”, „Nie, nie, nie”, „Lucy Phere” czy „Gnijący świat”. Nie zabrakło gości specjalnych, a byli to m.in. Kasia Kowalska, Stanisława Celińska, Janusz Panasewicz czy Kortez.

## Dzień 2 (sobota, 27 maja, godz. 20:05)[3]

### Radiowy Przebój Roku
Drugi dzień festiwalu rozpoczął koncert, na którym rozstrzygnęliśmy utwór najczęściej grany w rozgłośniach radiowych. Koncert poprowadzili Paulina Sykut-Jeżyna, Agnieszka Hyży, Dariusz Maciborek, Maciej Rock i Maciej Dowbor, a także Kabaret Skeczów Męczących, czyli Karol Golonka, Marcin Szczurkiewicz, Jarosław Sadza i Michał Tercz.
Oto lista wykonawców:
- Enej – „Może będzie lepiej” / „Radio Hello”
- Kamil Bednarek – „List” / „Talizman”
- Grzegorz Hyży – „Pod wiatr” / „O Pani!”
- Natalia Szroeder – „Lustra” / „Zamienię cię”
- Feel – ,,Swoje szczęście znam” / „No pokaż na co cię stać” / „A gdy jest już ciemno”
- Beata Kozidrak – „Upiłam się Tobą” / „Niebiesko-zielone”
- Margaret – „Cool Me Down”
- Ewelina Lisowska – „Prosta sprawa”
- Gromee – „Fearless”
- Monika Lewczuk – „Ty i ja”
- Natalia Nykiel – „Error”
- Lanberry – „Piątek”

Wytłuszczone utwory artystów, którzy wykonali więcej, niż jedną piosenkę to te, które brały udział w Radiowym Przeboju Roku.
| Miejsce | Wykonawca         | Singel             |
| ------- | ----------------- | ------------------ |
| 1.      | Dawid Podsiadło   | „W dobrą stronę”   |
| 2.      | C-BooL            | „Never Go Away”    |
| 3.      | Sylwia Grzeszczak | „Tamta dziewczyna” |

### Od 10 lat nie jest CICHO. Jubileusz 10-lecia Ewy Farnej
Drugi dzień festiwalu zakończył koncert jubileuszowy, Ewy Farnej – polskiej wokalistki czeskiego pochodzenia, która ma liczne osiągnięcia na rynkach muzycznych w Polsce, Czechach i na Słowacji. Wokalistka otrzymała również nagrodę od słuchaczy radia RMF FM: kryształowe Serce od muzyki.
Oto lista wykonanych utworów:
- „Ulubiona rzecz”
- „Bez łez”
- „Wszystko albo nic"
- „Bumerang"
- „Znak”
- „Na ostrzu”
- „Cicho”.

## Dzień 3 (niedziela, 28 maja, godz. 20:05)

### Sopocki Hit Kabaretowy
Według tradycji sopocki festiwal zakończył koncert kabaretowy, kiedy to ujrzeliśmy najbardziej popularne grupy kabaretowy na polskiej scenie. Zobaczyliśmy m.in. Ani Mru-Mru, Kabaret Młodych Panów, Kabaret Skeczów Męczących, Kabaret Smile, Jerzy Kryszak czy Grzegorz Halama. Program poprowadzili: Ewa Błachnio i Marcin Wójcik.